# Oserki (Kaliningrad, Nesterow)
Oserki (russisch Озерки, deutsch Warnen, Kreis Goldap/Ostpreußen, litauisch Varnai) ist ein Ort in der russischen Oblast Kaliningrad. Sie gehört zur kommunalen Selbstverwaltungseinheit Stadtkreis Nesterow im Rajon Nesterow.

## Geographische Lage
Oserki liegt im Nordwesten der Rominter Heide an der Kommunalstraße 27K-409 von Tschistyje Prudy (Tollmingkehmen/Tollmingen) nach Dmitrijewka (Iszlaudszen/Schönheide). Bis in die 1970er Jahre war Tschistyje Prudy die nächste Bahnstation an der Bahnstrecke Gołdap–Nesterow, die nach 1945 nur noch im russischen Abschnitt betrieben wurde und dann eingestellt wurde.

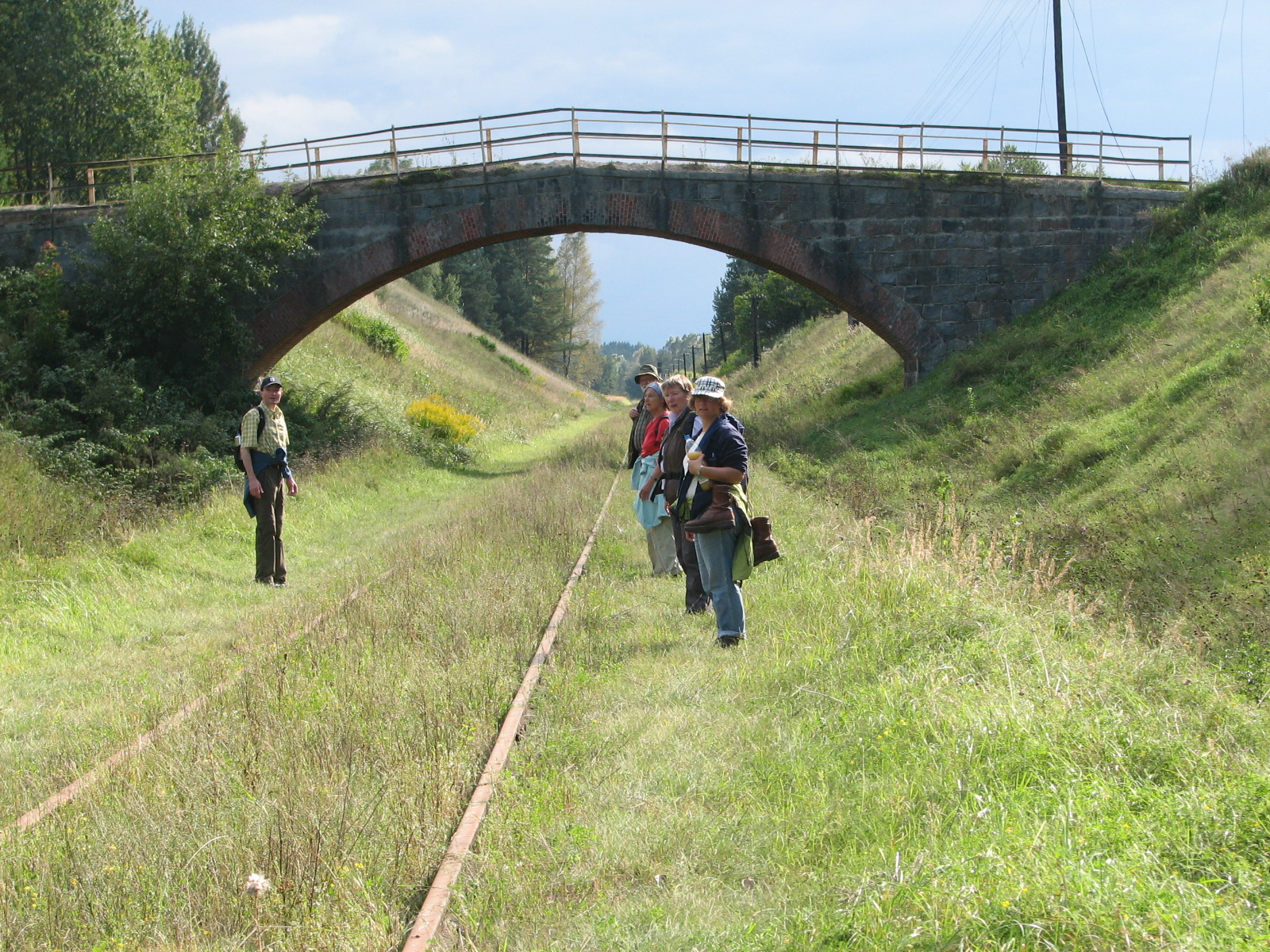
Bahnlinie nähe Brücke über Rominte

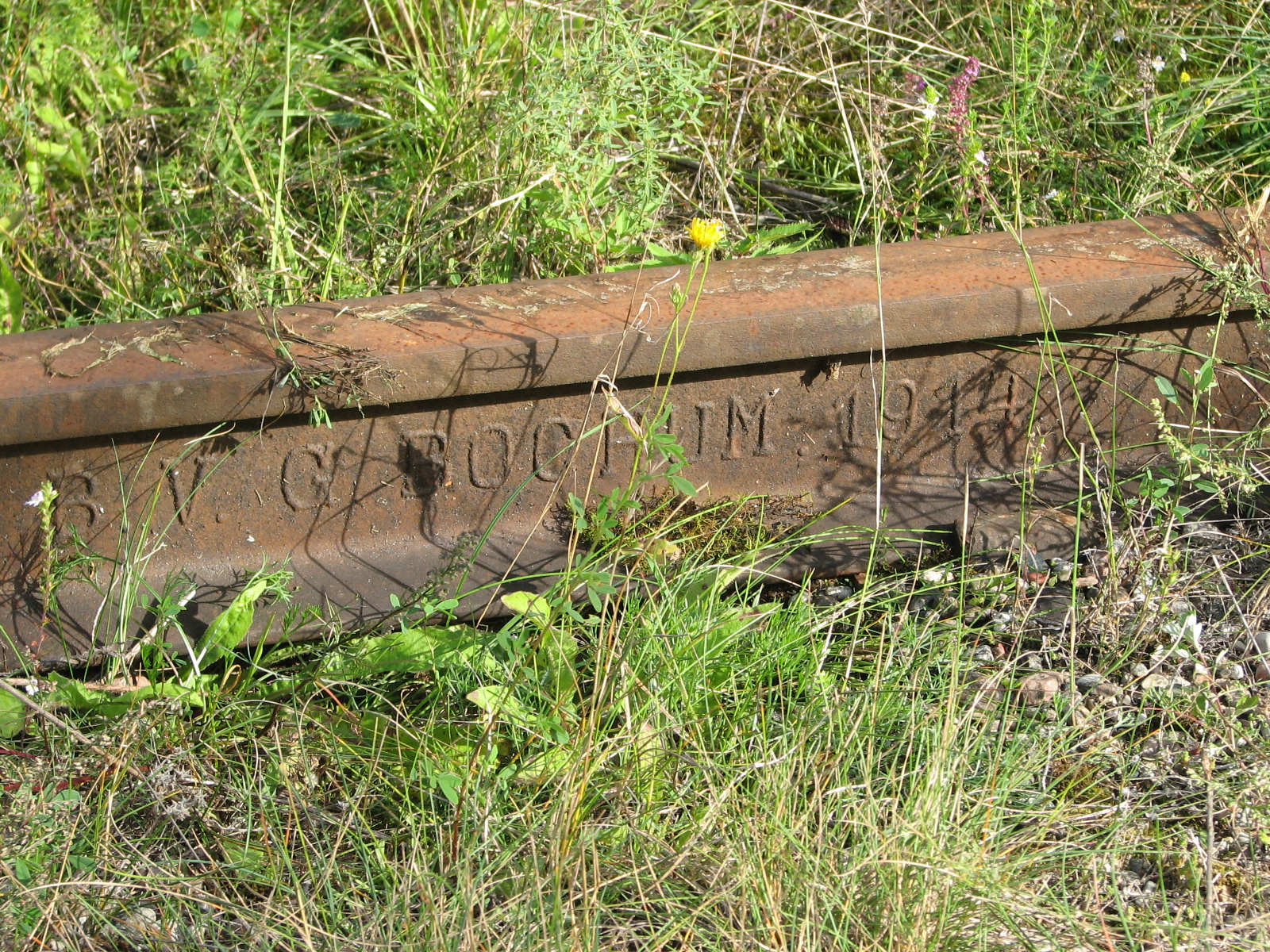
Schienenausschnitt Sept 2010

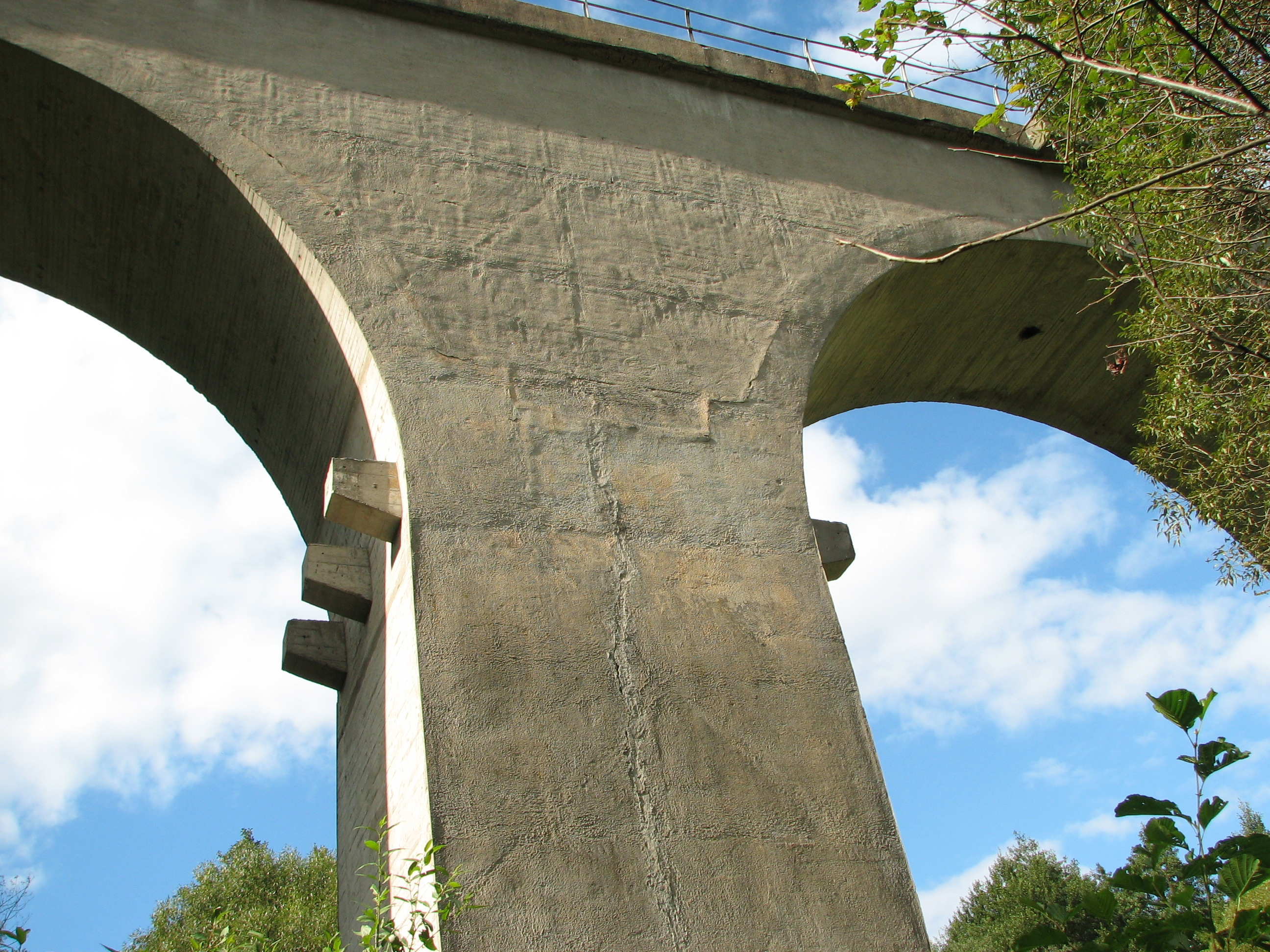
Bahnbrücke über die Rominte der Linie Tollmingkehmen Goldap

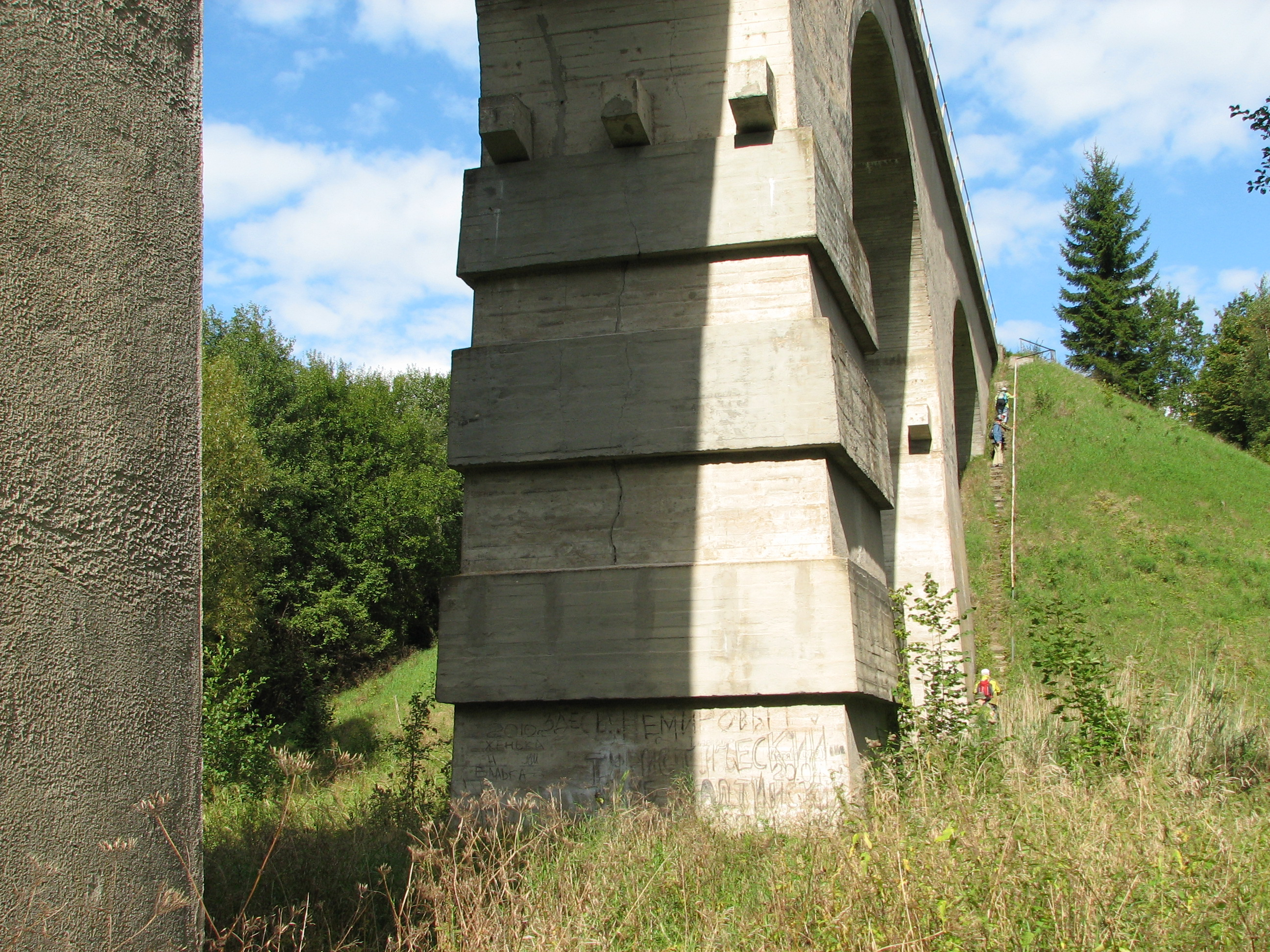
Bahnbrücke über die Rominte der Linie Tollmingkehmen Goldap

## Ortsname
Der russische Ortsname Oserki kommt in der Oblast Kaliningrad noch einmal als Oserki (Groß Lindenau, Kreis Königsberg/Samland) im Rajon Gwardeisk vor, genauso wie die deutsche Ortsbezeichnung Warnen noch ein Pendant im ehemaligen Kreis Tilsit-Ragnit, heute russisch Schmeljowo im Rajon Neman hat.

## Geschichte
Am 18. März 1874 gehörte Warnen zu den acht Landgemeinden und Gutsbezirken, die den Amtsbezirk Iszlaudszen (1934–1945 Schönheide) bildeten. Er gehörte bis 1945 zum Landkreis Goldap im Regierungsbezirk Gumbinnen der preußischen Provinz Ostpreußen. Im Jahre 1910 zählte die Landgemeinde Warnen 275, der Gutsbezirk Warnen Oberförsterei 110 Einwohner.
Im Oktober 1944 wurde der Ort von der Roten Armee besetzt. Die neue Polnische Provisorische Regierung ging zunächst davon aus, dass er mit dem gesamten Kreis Goldap unter ihre Verwaltung fallen würde. Im Potsdamer Abkommen (Artikel VI) von August 1945 wurde die neue sowjetisch-polnische Grenze aber unabhängig von den alten Kreisgrenzen anvisiert, wodurch der Ort unter sowjetische Verwaltung kam. Im November 1947 erhielt er den russischen Ortsnamen Oserki und wurde gleichzeitig dem Dorfsowjet Tschistoprudnenski selski Sowet im Rajon Nesterow zugeordnet. Die polnische Umbenennung des Ortes in Warny im Oktober 1948 wurde nicht mehr wirksam. Von 2008 bis 2018 gehörte Oserki zur Landgemeinde Tschistoprudnenskoje selskoe posselenije und seither zum Stadtkreis Nesterow.

### Einwohnerentwicklung
| Jahr | Einwohner |
| ---- | --------- |
| 1910 | 275       |
| 1933 | 241       |
| 1939 | 233       |
| 2002 | 22        |
| 2010 | 17        |

### Amtsbezirk Warnen/Barckhausen-Forst
Am 18. März 1874 wurde aus der Landgemeinde Jagdbude und dem Gutsbezirk Warnen, Forst der Amtsbezirk Königliches Forstrevier Warnen mit Sitz in Warnen gebildet, der vor 1908 in Amtsbezirk Forstrevier Warnen umbenannt wurde. Im Jahre 1940 erhielt er die neue Bezeichnung Amtsbezirk Barckhausen-Forst, war doch bereits am 17. Oktober 1939 das Forstamt Warnen auf persönliche Anordnung des Reichsforstamtsleiters Hermann Göring zu Ehren des gefallenen Forstmeisters Paul Barckhausen (1902–1939) in Forstamt Barckhausen umbenannt worden. Bis 1945 gehörten zu diesem Amtsbezirk die Gemeinde Jagdbude und der 1929 neu gebildete Gutsbezirk Rominter Heide, Anteil Kr. Goldap, Forst (im Gegenüber zum Gutsbezirk Rominter Heide, Anteil Kr. Stallupönen/Ebenrode, Forst).

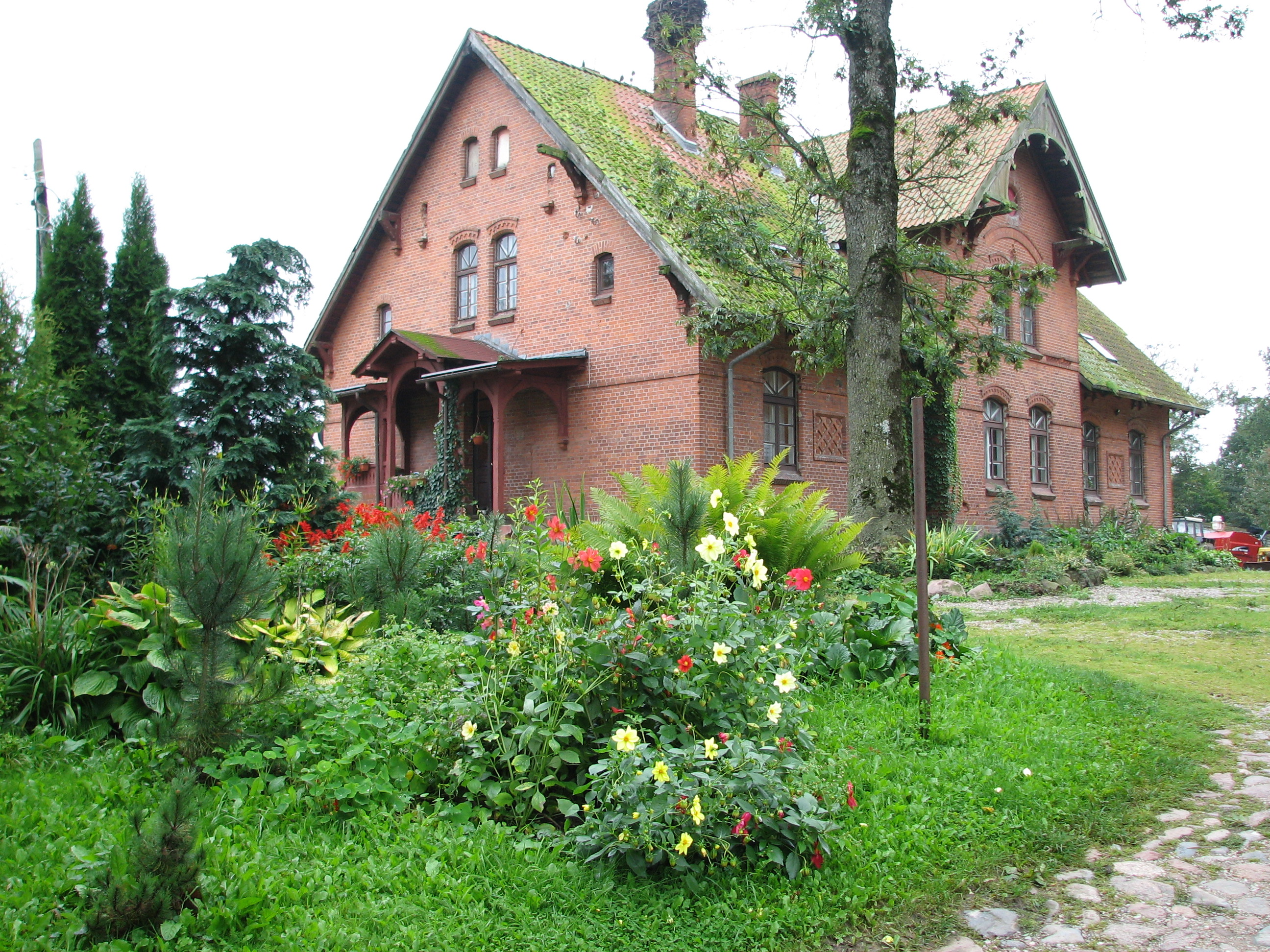
Oberförsterei Warnen Sept 2010, heute genutzt als Betriebssitz für landwirtschaftlichen Betrieb mit Direktvermarktung und Übernachtungspension

## Kirche
Bis 1945 gehörte Warnen mit seiner überwiegend evangelischen Bevölkerung zum Kirchspiel Tollmingkehmen (1938–1946 Tollmingen, heute russisch: Tschistyje Prudy). Es war in den Kirchenkreis Goldap (heute polnisch: Gołdap) in der Kirchenprovinz Ostpreußen der Kirche der Altpreußischen Union eingegliedert. Letzter deutscher Geistlicher war Pfarrer Emil Moysich.
Während der Zeit der Sowjetunion war kirchliches Leben untersagt. In den 1990er Jahren bildete sich in Tschistyje Prudy wieder eine evangelische Gemeinde, die zur Propstei Kaliningrad der Evangelisch-Lutherischen Kirche Europäisches Russland gehört. Die Geistlichen sind die der Salzburger Kirche in Gussew (Gumbinnen).